# LIX Festival Internacional de la Canción de Viña del Mar
El LIX Festival Internacional de la Canción de Viña del Mar, también conocido como Viña 2018, se realizó entre el 20 y el 25 de febrero de 2018 en el Anfiteatro de la Quinta Vergara, en la ciudad chilena de Viña del Mar.
Además la transmisión y producción del evento fue realizado por última vez por Chilevisión donde estuvo encargado del certamen desde el año 2011.
Gracias a los positivos comentarios obtenidos en la edición anterior, se utiliza por segundo año consecutivo el sistema de lenguaje de señas para la población con discapacidad auditiva en las rutinas de humor durante la transmisión televisiva.

## Artistas

### Cantantes y grupos
- Illapu[5]
- Augusto Schuster[6]
- Jesse & Joy[7]
- Luis Fonsi[8]
- Zion y Lennox[5]
- Ha*Ash[5]
- Prince Royce[7]
- CNCO (Artista Más Popular)
- Gente de Zona[7]
- Carlos Vives[7]
- Miguel Bosé[7] (Primer Artista Icono)
- Europe[9]
- Jamiroquai[10]

### Humoristas
- Jenny Cavallo[11]
- Bombo Fica[12]
- Alejandra Azcárate[13]
- Stefan Kramer[14]
- Sergio Freire[15]
- Alison Mandel[16]

## Desarrollo
|        | Obertura                  |
|        | Artista musical           |
|        | Humor                     |
|        | Competencia folclórica    |
|        | Competencia internacional |
| G / G  | Gaviota de plata / oro    |
| AI     | Artista Ícono             |
| UTC -3 | Hora de Chile             |

### Día 1 - martes 20 de febrero
La jornada inaugural de esta edición fue considerada como la más larga en la historia del certamen que finalizó pasadas las 04:30 de la madrugada y que a su vez generó polémicas por el horario de presentación el grupo folclórico chileno Illapu que inició cerca de las 03:30 de la madrugada y fueron los encargados de cerrar la noche inaugural.
| N.º | Nombre                                                                                              | Género/Tipo                           | Horario     | Premios                        | Lista de temas/Rutina |
| --- | --------------------------------------------------------------------------------------------------- | ------------------------------------- | ----------- | ------------------------------ | --- |
| O   | Homenaje a Illapu: (Augusto Schuster, Zion & Lennox, Ha*Ash, Kanela, Carolina Soto y Gente de Zona) | Obertura                              | 21:54 22:04 | —                              | Ver lista 1. Lejos del amor (Illapu junto a Zion & Lennox, Augusto Schuster, Ha*Ash, Kanela, Carolina Soto, Gente de Zona y Prince Royce) |
| 1   | Miguel Bosé                                                                                         | Cantante español                      | 22:23 00:26 | G (23:50) G (23:53) AI (00:16) | Ver lista 1. Sereno 2. Duende 3. Nena 4. Aire soy 5. Mirarte 6. Nada particular 7. Amiga 8. Morir de amor 9. Creo en ti 10. Linda 11. Don Diablo 12. La chula 13. Como un lobo 14. Hacer por hacer 15. Sevilla 16. Morena mía 17. Si tú no vuelves (junto a Ha*Ash) 18. Gulliver 19. Bambú 20. Amante bandido 21. Te amaré |
| 2   | Bombo Fica                                                                                          | Humorista                             | 00:47 02:19 | G (02:06) G (02:09)            | Ver listaTemas de su rutina - Obertura de Willy Benítez - Comentarios políticos - Diferencias de sueldo - Obertura de Mariela Montero - La TV y el alicate - Comparativa: Hombres Vs. Mujeres (con Benítez y Montero) |
| 3   | Domino Saints                                                                                       | Competencia internacional (1.° ronda) | 02:27 02:44 | 4,7P                           | «Mi orgullo» |
| 4   | Gabigar                                                                                             | Competencia internacional (1.° ronda) | 02:27 02:44 | 6,0P                           | «Cobarde» |
| 5   | Farina                                                                                              | Competencia internacional (1.° ronda) | 02:27 02:44 | 5,5P                           | «Portarme mal» |
| 6   | Samy y Sandra Sandoval                                                                              | Competencia folclórica (1.° ronda)    | 02:57 03:11 | 5,3P                           | «¡Cómo gozo!» |
| 7   | Esmeralda Ugalde                                                                                    | Competencia folclórica (1.° ronda)    | 02:57 03:11 | 5,3P                           | «Te quiero» |
| 8   | Los Vidaleros                                                                                       | Competencia folclórica (1.° ronda)    | 02:57 03:11 | 4,6P                           | «La reina» |
| 9   | Illapu                                                                                              | Banda folclórica de música andina     | 03:23 04:30 | G (04:16) G (04:19)            | Ver lista 1. Baila caporal 2. Lejos del amor 3. Sobreviviendo 4. Paloma ausente 5. Sincero positivo 6. Manifiesto 7. Primer sueño de amor 8. Nuestro mensaje 9. Morena esperanza 10. Vuelvo para vivir 11. Candombe para José                                                                                              |

### Día 2 - miércoles 21 de febrero
| N.º | Nombre                     | Género/Tipo                                         | Horario     | Premios             | Lista de temas/Rutina |
| --- | -------------------------- | --------------------------------------------------- | ----------- | ------------------- | --- |
| 1   | Luis Fonsi                 | Cantante de balada pop latino, baladas y pop urbano | 22:22 00:05 | G (23:41) G (23:54) | Ver lista 1. Tanto para nada 2. Corazón en la maleta 3. Nada es para siempre 4. Imagíname sin ti 5. Apaga la luz 6. Llegaste tú 7. Yo te propongo 8. ¿Quién te dijo eso? 9. Por una mujer 10. Message in a Bottle (de The Police) 11. Se supone 12. Party Animal 13. Quisiera poder olvidarme de ti 14. ¿Qué quieres de mí? 15. Abrazar la vida 16. Aunque estés con él 17. Respira 18. La Mentira 19. Claridad (de Umberto Tozzi) 20. Imagine me without you 21. No te cambio por ninguna 22. Shut Up and Dance (de Walk the Moon) 23. Estrechez de corazón (Homenaje a Los Prisioneros) 24. Despacito 25. No me doy por vencido 26. Échame la culpa 27. Aquí estoy yo 28. Despacito |
| 2   | Jenny Cavallo              | Humorista                                           | 00:28 01:20 | G (01:10)           | Ver listaTemas de su rutina - Rutina diaria de la maternidad - Crítica al sexo masculino - Cuidados personales femeninos - Sexualidad en el embarazo - Diferencias socioeconómicas - Relación con la pareja - Relación entre madre e hija - Breve crítica a la política |
| 3   | Jorge González             | Competencia Internacional (1.° ronda)               | 01:30 01:50 | 5,6P                | «Tu boquita» |
| 4   | Atl                        | Competencia Internacional (1.° ronda)               | 01:30 01:50 | 5,2P                | «Sola» |
| 5   | Mirella Cesa               | Competencia Internacional (1.° ronda)               | 01:30 01:50 | 6,0P                | «La corriente» |
| 6   | Cosa Nuestra               | Competencia Folclórica (1.° ronda)                  | 02:01 02:16 | 6,3P                | «La rumba pal' bailador» |
| 7   | Astrid Veas                | Competencia Folclórica (1.° ronda)                  | 02:01 02:16 | 6,2P                | «Mundo al revés» |
| 8   | Los K Morales y Omar Geles | Competencia Folclórica (1.° ronda)                  | 02:01 02:16 | 6,2P                | «El fulano» |
| 9   | Gente de Zona              | Dúo de reguetón y salsa urbana                      | 02:26 03:48 | G (03:22) G (03:24) | Ver lista 1. Bailando 2. La gozadera 3. Algo contigo 4. Piensas 5. He llorado 6. Más Macarena (Coreografía) 7. Si no vuelves 8. Quédate conmigo 9. Ni tú ni yo 10. Traidora 11. Somos tú y yo (con Lisandra Silva) 12. 3 A.M. 13. Duele el corazón 14. Más Macarena (Cantada) 15. La gozadera |

### Día 3 - jueves 22 de febrero
| N.º | Nombre                 | Género/Tipo                           | Horario     | Premios             | Lista de temas/Rutina |
| --- | ---------------------- | ------------------------------------- | ----------- | ------------------- | --- |
| 1   | Jamiroquai             | Grupo británico de funk y acid jazz   | 22:18 00:01 | G (23:52) G (23:53) | Ver lista 1. Shake It On 2. Little L 3. Superfresh 4. Space Cowboy 5. Alright 6. Cloud 9 7. Cosmic Girl 8. Don't Give Hate a Chance 9. Travelling Without Moving 10. Runaway 11. Canned Heat 12. Love Foolosophy 13. Deeper Underground |
| 2   | Stefan Kramer          | Humorista                             | 00:26 01:46 | G (01:21) G (01:45) | Ver lista - Imitaciones a figuras públicas - Musicales esporádicos con imitaciones - Viajes de trabajo a Norteamérica - Crianza diaria de los niños - Obligación del hombre en el hogar - Críticas a la política chilena - Preparación al Festival de Viña - Convertirse en un superpapá - Resolución en Miami - Fama que alcanza por su trabajo - Su desarrollo en su juventud - La fidelidad en una relación - Homenaje a artistas varios |
| 3   | Domino Saints          | Competencia internacional (2.° ronda) | 01:56 02:16 | 5,6P                | «Mi orgullo» |
| 4   | Gabigar                | Competencia internacional (2.° ronda) | 01:56 02:16 | 6,2P                | «Cobarde» |
| 5   | Farina                 | Competencia internacional (2.° ronda) | 01:56 02:16 | 6,1P                | «Portarme mal» |
| 6   | Samy y Sandra Sandoval | Competencia folclórica (2.° ronda)    | 02:24 02:40 | 6,1P                | «¡Cómo gozo!» |
| 7   | Esmeralda Ugalde       | Competencia folclórica (2.° ronda)    | 02:24 02:40 | 5,8P                | «Te quiero» |
| 8   | Los Vidaleros          | Competencia folclórica (2.° ronda)    | 02:24 02:40 | 5,6P                | «La reina» |
| 9   | Europe                 | Banda de hard rock y glam metal       | 02:54 04:06 | G (03:55) G (03:57) | Ver lista 1. Walk the Earth 2. The Siege 3. Rock the Nigth 4. Last Look at Eden 5. GTO 6. Superstitious 7. Carrie 8. Scream of Anger 9. War of Kings 10. Open Your Heart 11. Ready or Not 12. Cherokee 13. The Final Countdown |

### Día 4 - viernes 23 de febrero
| N.º | Nombre                     | Género/Tipo                           | Horario     | Premios             | Lista de temas/Rutina |
| --- | -------------------------- | ------------------------------------- | ----------- | ------------------- | --- |
| 1   | Jesse & Joy                | Dúo de pop latino                     | 22:22 23:51 | G (23:21) G (23:45) | Ver lista 1. No soy unas de esas 2. Chocolate 3. Ya no quiero 4. Llorar 5. ¿Con quién se queda el perro? 6. Mi tesoro 7. Llegaste tu 8. Un besito más 9. Me quiero enamorar 10. Adiós 11. Me soltaste 12. ¡Corre! 13. 3 A.M. (junto a Gente de Zona) 14. Espacio Sideral 15. Dueles 16. La de la mala suerte 17. Ecos de amor 18. Mi sol |
| 2   | Alison Mandel              | Humorista                             | 00:14 00:56 | G (00:45) G (00:55) | Ver lista - Amistades entre amigas - Relación de parejas |
| 3   | Jorge González             | Competencia Internacional (2.° ronda) | 01:08 01:27 | 5,7P                | «Tu boquita» |
| 4   | Atl                        | Competencia Internacional (2.° ronda) | 01:08 01:27 | 5,2P                | «Sola» |
| 5   | Mirella Cesa               | Competencia Internacional (2.° ronda) | 01:08 01:27 | 6,4P                | «La corriente» |
| 6   | Cosa Nuestra               | Competencia Folclórica (2.° ronda)    | 01:39 01:55 | 6,3P                | «La rumba pa'l bailador» |
| 7   | Astrid Veas                | Competencia Folclórica (2.° ronda)    | 01:39 01:55 | 6,4P                | «Mundo al revés» |
| 8   | Los K Morales y Omar Geles | Competencia Folclórica (2.° ronda)    | 01:39 01:55 | 6,5P                | «El fulano» |
| 9   | Prince Royce               | Cantante de bachata                   | 02:08 03:35 | G (03:28) G (03:29) | Ver lista 1. Cuchi, cuchi 2. Te robaré 3. Stand by me 4. Soy el mismo 5. El amor que perdimos 6. No creo en el amor 7. Las cosas pequeñas 8. Corazón sin cara 9. La carretera 10. Sensualidad 11. Culpa al corazón 12. Extraordinary 13. Incondicional 14. Back it up 15. Deja vu 16. Ven conmigo 17. Darte un beso                      |

### Día 5 - sábado 24 de febrero
| N.º | Nombre                       | Género/Tipo                       | Horario     | Premios                                       | Lista de temas/Rutina |
| --- | ---------------------------- | --------------------------------- | ----------- | --------------------------------------------- | --- |
| 1   | Carlos Vives                 | Vallenato / pop latino            | 22:14 00:03 | G (23:26) G (23:50)                           | Ver lista 1. Pa' Mayté 2. Ella es mi fiesta 3. La cañaguetera 4. Carito 5. Cuando nos volvamos a encontrar 6. Somos Pacífico (con ChocQuibTown) 7. El mar de sus ojos (con ChocQuibTown) 8. Hoy tengo tiempo 9. Fruta fresca 10. Nuestro secreto 11. Al filo de tu amor (con Wisin) 12. Nota de amor (con Wisin) 13. La foto de los dos 14. Volví a nacer 15. La bicicleta 16. Robarte un beso (con Sebastián Yatra) 17. La tierra del olvido (con ChocQuibTown y Sebastián Yatra) |
| 2   | Alejandra Azcárate           | Humorista                         | 00:29 01:22 | G (01:14) G (01:17)                           | Ver lista - Proceso de embarazo - Estancia con hijos - Relaciones de pareja - Desarrollo de la mujer - Relaciones con los padres - Estancia en luna de miel |
| 3   | Antihomenaje a Nicanor Parra | Dedicatoria                       | 01:32 01:36 | —                                             | Ver lista - Palabras de dedicatoria |
| 4   | Farina                       | Competencia Internacional (Final) | 01:45 01:56 | —                                             | «Portarme mal» |
| 5   | Gabigar                      | Competencia Internacional (Final) | 01:45 01:56 | G (02:27) Ganadora                            | «Cobarde» |
| 6   | Mirella Cesa                 | Competencia Internacional (Final) | 01:45 01:56 | G (02:26) Mejor Intérprete                    | «La corriente» |
| 7   | Cosa Nuestra                 | Competencia Folclórica (Final)    | 02:07 02:21 | —                                             | «La rumba pal' bailador» |
| 8   | Astrid Veas                  | Competencia Folclórica (Final)    | 02:07 02:21 | G (02:24) Mejor Intérprete G (02:27) Ganadora | «Mundo al revés» |
| 9   | Los K Morales y Omar Geles   | Competencia Folclórica (Final)    | 02:07 02:21 | —                                             | «El fulano» |
| 10  | Ha*Ash                       | Dúo de pop                        | 02:44 03:57 | G (03:16) G (03:48)                           | Ver lista 1. Soy mujer 2. De dónde sacas eso 3. Dos copas de más 4. Lo aprendí de ti 5. Me entrego a ti 6. Tú y yo volvemos al amor 7. Ex de verdad 8. ¿Qué hago yo? 9. 100 años (con Prince Royce) 10. Te dejo en libertad 11. No te quiero nada 12. Odio amarte 13. Perdón, perdón 14. Estés en donde estés |

### Día 6 - domingo 25 de febrero
| N.º | Nombre           | Género/Tipo                         | Horario     | Premios             | Lista de temas/Rutina |
| --- | ---------------- | ----------------------------------- | ----------- | ------------------- | --- |
| 1   | CNCO             | Grupo de pop y reguetón             | 22:19 23:33 | G (22:49) G (23:25) | Ver lista 1. Más allá 2. Tan fácil 3. Para enamorarte 4. Cometa 5. Cien 6. Tu luz 7. Hey DJ 8. Devuélveme mi corazón 9. Volverte a ver 10. No entiendo 11. Primera cita 12. Mamita 13. Quisiera 14. Mamita (A cappella) 15. Reguetón lento (Bailemos) |
| 2   | Sergio Freire    | Humorista de Stand-Up Comedy        | 23:55 00:49 | G (00:37) G (00:38) | Ver lista - Los nombres y apodos - Elecciones presidenciales - Paternidad primeriza - Sus estudios matemáticos - Diversidad inmigrante - Jefes empresariales - Censo del año 2017 - Gustos musicales - Comentario sobre el Tío Emilio - Programas televisivos - Canción de dedicatoria - Tecnología - Los borrachos                                                                           |
| 3   | Gabigar          | Competencia Internacional (Ganador) | 01:01 01:04 | —                   | «Cobarde» |
| 4   | Astrid Veas      | Competencia Folclórica (Ganador)    | 01:05 01:09 | —                   | «Mundo al revés» |
| 5   | Augusto Schuster | Cantante de pop y reguetón          | 01:21 02:08 | G (01:58) G (01:59) | Ver lista 1. You love it 2. Déjalo ir 3. Lloré 4. Darle 5. Mía 6. Beautiful 7. ¿Cómo se llama? 8. Me enamoré 9. Culpable |
| 6   | Zion & Lennox    | Dúo de reguetón                     | 02:18 03:36 | G (03:28) G (03:31) | Ver lista 1. Embriágame 2. Pierdo la cabeza 3. Mi tesoro 4. Hoy lo siento 5. Si no le contesto 6. Mi cama huele a ti (de Tito el Bambino) 7. More 8. Me pones en tensión 9. Fantasma 10. Yo voy a llegar 11. Tu príncipe 12. Te hago el amor 13. Bandida 14. Yo voy 15. Doncella 16. Zun da da 17. Súbeme la radio 18. Sola (de Anuel AA) 19. Caile (de Bad Bunny) 20. La player 21. Otra vez |

## Jurado
El jurado del Festival estuvo conformado por:
- Roberto Márquez, de Illapu (presidente del jurado)[17]
- Augusto Schuster
- Julián Elfenbein
- Evelyn Bravo
- Gente de Zona
- Prince Royce
- Ha*Ash
- Alejandra Oraa
- Zion & Lennox
- Pamela Pacheco (jurado del pueblo)

## Competencias

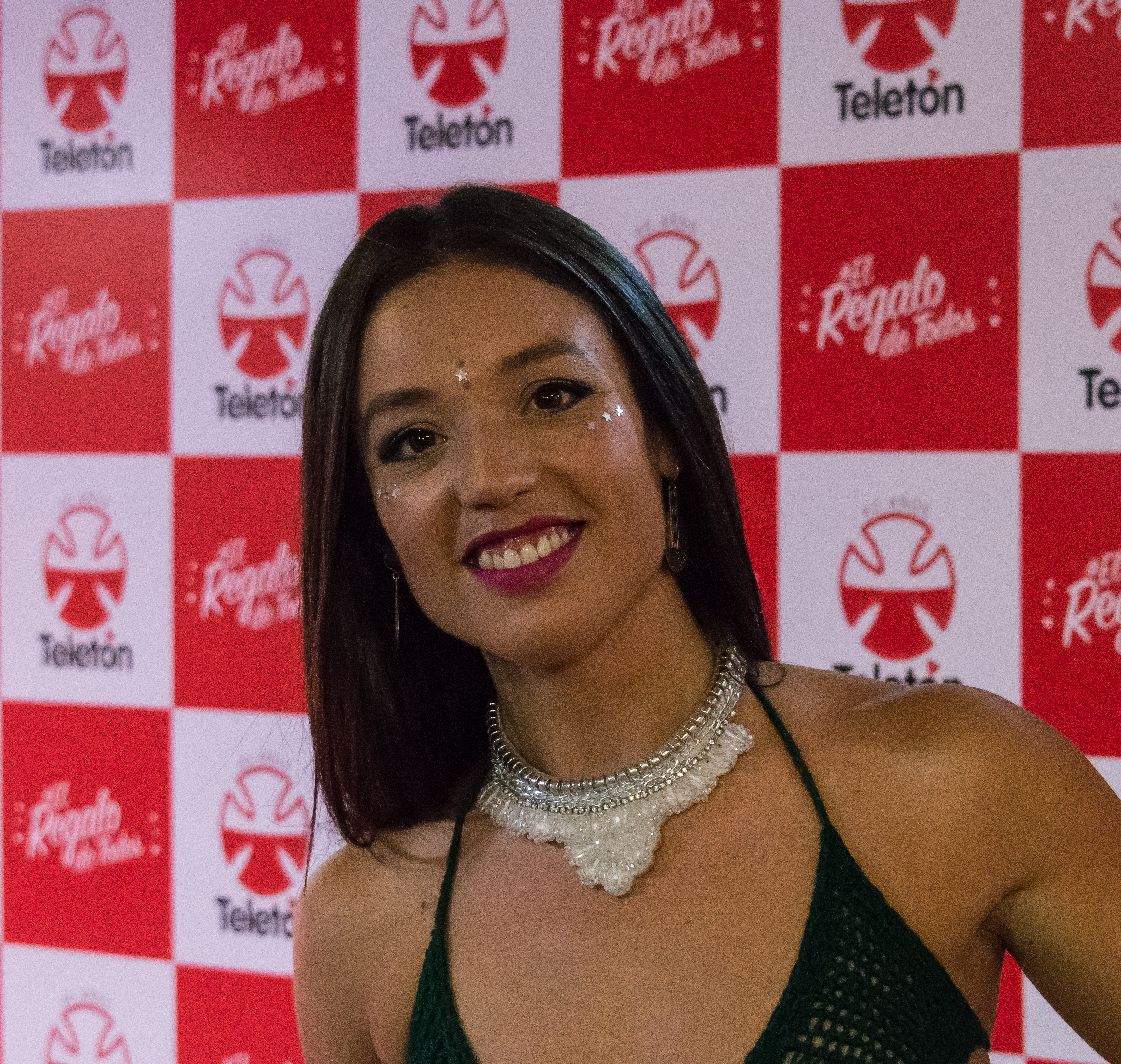
Astrid Veas fue la ganadora de la competencia folclórica y elegida «mejor intérprete».

Las canciones en competencia en esta edición del Festival fueron las siguientes:

### Género folclórico
| País     | Título                 | Intérprete(s)              | Autor        | Compositor   | Posición                    |
| -------- | ---------------------- | -------------------------- | ------------ | ------------ | --------------------------- |
| Chile    | Mundo al revés         | Astrid Veas                |              |              | Ganadora / Mejor Intérprete |
| Colombia | El fulano              | Los K Morales y Omar Geles |              |              | Finalista                   |
| Perú     | La rumba pa'l bailador | Cosa Nuestra               |              |              | Finalista                   |
| Bolivia  | La reina               | Los Vidaleros              |              |              | Semifinal                   |
| México   | Te quiero              | Esmeralda Ugalde           |              |              | Semifinal                   |
| Panamá   | ¡Cómo gozo!            | Samy y Sandra Sandoval     | Raúl Mendoza | Raúl Mendoza | Semifinal                   |

#### Primera ronda
| N.º | Artista                    | Canción                | Gente de Zona | Prince Royce | Roberto Márquez | Ha*Ash | Alejandra Oraa | Zion & Lennox | Schuster | Julián Elfenbein | Evelyn Bravo | Pamela Pacheco | Promedio |
| --- | -------------------------- | ---------------------- | ------------- | ------------ | --------------- | ------ | -------------- | ------------- | -------- | ---------------- | ------------ | -------------- | -------- |
| 1   | Samy y Sandra Sandoval     | ¡Cómo gozo!            | 6             | 4            | ?               | 5      | 7              | 7             | 5        | 5                | 5            | 4              | 5,3      |
| 2   | Esmeralda Ugalde           | Te quiero              | 6             | 6            | ?               | 7      | 6              | 5             | 5        | 4                | 4            | 5              | 5,3      |
| 3   | Los Vidaleros              | La reina               | 5             | 5            | ?               | 5      | 5              | 5             | 1        | 5                | 5            | 6              | 4,6      |
| 4   | Cosa Nuestra               | La rumba pal' bailador | 6             | 6            | ?               | 7      | 6              | 7             | 7        | 5                | 6            | 7              | 6,3      |
| 5   | Astrid Veas                | Mundo al revés         | 6             | 6            | ?               | 7      | 7              | 6             | 6        | 6                | 6            | 6              | 6,2      |
| 6   | Los K Morales y Omar Geles | El fulano              | 6             | 6            | ?               | 7      | 6              | 7             | 6        | 6                | 7            | 5              | 6,2      |

#### Segunda ronda
| N.º | Artista                    | Canción                | Gente de Zona | Prince Royce | Roberto Márquez | Ha*Ash | Alejandra Oraa | Zion & Lennox | Schuster | Julián Elfenbein | Evelyn Bravo | Pamela Pacheco | Promedio |
| --- | -------------------------- | ---------------------- | ------------- | ------------ | --------------- | ------ | -------------- | ------------- | -------- | ---------------- | ------------ | -------------- | -------- |
| 1   | Samy y Sandra Sandoval     | ¡Cómo gozo!            | 7             | 6            | ?               | 6      | 7              | 7             | 6        | 5                | 6            | 5              | 6,1      |
| 2   | Esmeralda Ugalde           | Te quiero              | 6             | 5            | ?               | 7      | 6              | 5             | 6        | 6                | 6            | 6              | 5,8      |
| 3   | Los Vidaleros              | La reina               | 6             | 5            | ?               | 6      | 5              | 5             | 6        | 6                | 7            | 5              | 5,6      |
| 4   | Cosa Nuestra               | La rumba pa'l bailador | 6             | 6            | ?               | 6      | 6              | 6             | 7        | 6                | 7            | 7              | 6,3      |
| 5   | Astrid Veas                | Mundo al revés         | 7             | 6            | ?               | 7      | 6              | 7             | 7        | 6                | 6            | 6              | 6,4      |
| 6   | Los K Morales y Omar Geles | El fulano              | 6             | 7            | ?               | 7      | 7              | 6             | 6        | 6                | 7            | 7              | 6,5      |

| Los K Morales | El fulano              | 6,4 |
| Cosa Nuestra  | La rumba pa'l bailador | 6,3 |
| Astrid Veas   | Mundo al revés         | 6,3 |

### Género internacional
| País        | Título       | Intérprete(s)  | Autor | Compositor | Posición         |
| ----------- | ------------ | -------------- | ----- | ---------- | ---------------- |
| Chile       | Cobarde      | Gabigar        |       |            | Ganadora         |
| Ecuador     | La corriente | Mirella Cesa   |       |            | Mejor intérprete |
| Colombia    | Portarme mal | Farina         |       |            | Finalista        |
| España      | Tu boquita   | Jorge González |       |            | Semifinal        |
| México      | Sola         | Atl            |       |            | Semifinal        |
| Puerto Rico | Mi orgullo   | Domino Saints  |       |            | Semifinal        |

#### Primera ronda
| N.º | Artista        | Canción      | Gente de Zona | Prince Royce | Roberto Márquez | Ha*Ash | Alejandra Oraa | Zion & Lennox | Schuster | Julián Elfenbein | Evelyn Bravo | Pamela Pacheco | Promedio |
| --- | -------------- | ------------ | ------------- | ------------ | --------------- | ------ | -------------- | ------------- | -------- | ---------------- | ------------ | -------------- | -------- |
| 1   | Domino Saints  | Mi orgullo   | 4             | 5            | ?               | 6      | 4              | 5             | 4        | 5                | 4            | 6              | 4,7      |
| 2   | Gabigar        | Cobarde      | 6             | 7            | ?               | 7      | 6              | 6             | 5        | 6                | 5            | 6              | 6,0      |
| 3   | Farina         | Portarme mal |               |              | ?               |        |                |               |          |                  |              |                | 5,5      |
| 4   | Jorge González | Tu boquita   | 6             | 5            | ?               | 6      | 6              | 6             | 5        | 5                | 6            | 6              | 5,6      |
| 5   | Atl            | Sola         | 6             | 5            | ?               | 5      | 5              | 6             | 5        | 5                | 6            | 4              | 5,2      |
| 6   | Mirella Cesa   | La corriente | 6             | 5            | ?               | 6      | 7              | 7             | 6        | 6                | 5            | 6              | 6,0      |

#### Segunda ronda
| N.º | Artista        | Canción      | Gente de Zona | Prince Royce | Roberto Márquez | Ha*Ash | Alejandra Oraa | Zion & Lennox | Schuster | Julián Elfenbein | Evelyn Bravo | Pamela Pacheco | Promedio |
| --- | -------------- | ------------ | ------------- | ------------ | --------------- | ------ | -------------- | ------------- | -------- | ---------------- | ------------ | -------------- | -------- |
| 1   | Domino Saints  | Mi orgullo   | 6             | 5            | ?               | 5      | 5              | 7             | 6        | 5                | 6            | 6              | 5,6      |
| 2   | Gabigar        | Cobarde      | 6             | 6            | ?               | 7      | 6              | 6             | 7        | 6                | 6            | 6              | 6,2      |
| 3   | Farina         | Portarme mal | 7             | 6            | ?               | 6      | 6              | 6             | 6        | 6                | 7            | 5              | 6,1      |
| 4   | Jorge González | Tu boquita   | 6             | 5            | ?               | 6      | 5              | 6             | 5        | 5                | 7            | 7              | 5,7      |
| 5   | Atl            | Sola         | 5             | 5            | ?               | 6      | 5              | 5             | 5        | 5                | 6            | 5              | 5,2      |
| 6   | Mirella Cesa   | La corriente | 6             | 6            | ?               | 6      | 7              | 7             | 7        | 6                | 7            | 6              | 6,4      |

| Mirella Cesa | La corriente | 6,4 |
| Gabigar      | Cobarde      | 6,2 |
| Farina       | Portarme mal | 5,8 |

- La escala de evaluación está basada en las calificaciones educativas; es de 1 a 7

## Gala
La fiesta de gala del Festival de Viña del Mar, que da el puntapié inicial a cada una de las ediciones, se realizó el 16 de febrero de 2018 en el Casino de Viña del Mar.

### Invitados
- Javiera Suárez
- Francisca Undurraga
- Daniella Chávez
- Adriana Barrientos
- Rocío Marengo
- Eugenia Lemos
- Mariela Montero
- Kenita Larraín
- Francisca Merino
- Josefina Montané
- Paz Bascuñán
- Loreto Aravena
- Lorena Bosch
- Betsy Camimo
- Camila Recabarren
- Júlia Fernández
- Gabigar
- Lisandra Silva
- Vesta Lugg
- Trinidad De La Noi
- Belén Soto
- Alejandra Oraa
- Julio César Rodríguez
- María José Prieto
- Cristián Campos
- Alejandra Fosalba
- Alfredo Alonso
- Macarena Tondreau
- Pablo Macaya
- Cristián Arriagada
- Francisco Pérez-Bannen
- Susana Hidalgo
- Nicolás Poblete
- Maura Rivera
- Mark González
- Cristián Sánchez
- Diana Bolocco
- Martín Cárcamo
- Tonka Tomicic
- Matías Vega
- Raquel Calderón Argandoña
- Loreto Valenzuela
- Carolina Parsons
- Kika Silva
- Daniela Aránguiz
- Jorge Valdivia
- Gabriela Dallagnol
- Pamela Díaz
- Pilar Ruiz
- Mariana Loyola
- Natividad Leiva

El futbolista Mauricio Pinilla y su cónyuge Gisela Gallardo no pusieron asistir ya que éste debía disputar, a la misma hora, un encuentro válido por la tercera fecha del torneo chileno.

## Reyes del Festival

### Reina del Festival
En esta versión se eligió a la 37.ª Reina del Festival, y sucesora de Kika Silva, mediante el voto de los periodistas acreditados para el evento. La elección fue organizada y auspiciada, una vez más, por el diario chileno La Cuarta. La ganadora de esta edición fue Betsy Camino, en una votación muy estrecha.
| N.º | País                                        | Candidata         | Ocupación                                  | Participa en              | Canal       | Resultados    |
| --- | ------------------------------------------- | ----------------- | ------------------------------------------ | ------------------------- | ----------- | ------------- |
| 1.° | Bandera de Cuba                             | Betsy Camino      | Modelo y bailarina                         | Bienvenidos               | Canal 13    | 90 votos      |
| 2.° | Bandera de Cuba · Bandera de Estados Unidos | Lisandra Silva    | Modelo y participante de reality shows     | Fiebre de Viña            | Chilevisión | 87 votos      |
| 3.° | Bandera de Chile                            | Camila Recabarren | Modelo y Miss Mundo Chile                  | Hola Chile                | La Red      | 83 votos      |
| 4.° | Bandera de Chile                            | Astrid Veas       | Cantautora, guitarrista y artesana         | Competencia Folclórica    |             | 23 votos      |
| 5.° | Bandera de Chile                            | Gabigar           | Cantante, fonoaudióloga y Miss Mundo Chile | Competencia Internacional |             | 8 votos       |
| 6.° | Bandera de Puerto Rico                      | Gigi Ojeda        | Cantante                                   | Competencia Internacional |             | 6 votos       |
| 7.° | Bandera de Brasil                           | Júlia Fernández   | Modelo                                     | The Lao                   | Vive TV     | Descalificada |

### Rey del Festival
Por primera vez desde 2010, se volvió a elegir "Rey del Festival de Viña del Mar", la Ilustre Municipalidad de Viña del Mar tomó la decisión de retomar el certamen. Esta vez de forma oficial por el diario La Cuarta y en conjunto con la elección de la Reina.
| N.º | País                   | Candidato          | Ocupación                    | Participa en              | Canal       | Resultados    |
| --- | ---------------------- | ------------------ | ---------------------------- | ------------------------- | ----------- | ------------- |
| 1.° | Bandera de Chile       | Matías Vega        | Panelista y conductor radial | Bienvenidos               | Canal 13    | 130 votos     |
| 2.° | Bandera de Chile       | Patricio Sotomayor | Periodista                   | Fiebre de Viña            | Chilevisión | 74 votos      |
| 3.° | Bandera de Chile       | Michael Roldán     | Periodista                   | Hola Chile                | La Red      | 53 votos      |
| 4.° | Bandera de Puerto Rico | David Leal         | Cantante                     | Competencia Internacional |             | 32 votos      |
| 5.° | Bandera de España      | Jorge González     | Cantante                     | Competencia Internacional |             | 7 votos       |
| 6.° | Bandera de Chile       | Juan Pablo Ibáñez  | Periodista                   | The Lao                   | Vive TV     | Descalificado |

## Controversias

### Premio al Artista Ícono
Luego de la entrega del premio a Miguel Bosé, los espectadores comentaron la simpleza de este, considerándolo de mal gusto y mencionándolo como un «collage» de kinder lo que se reflejó en las redes sociales con críticas y descalificaciones al premio entregado. El premio al Artista Ícono quedó en Viña del Mar sin que Miguel Bosé se lo llevara, argumentando problemas en su traslado debido a su tamaño y su peso (superior a los 3 Kilógramos).

### Intervenciones en rutina de Bombo Fica
Duras pifias recibió la intervención musical de la modelo, cantante y exchica reality argentina Mariela Montero durante la rutina del humorista Bombo Fica, dichas pifias fueron evidentes e incomodaron a Montero,  de la misma manera el monstruo no quería en el escenario a Willy Benítez, aunque durante la entrega de la gaviota a este, el monstruo se mostró más comprensivo y relajado hacia la presentación del comediante. En la posterior conferencia de prensa, Fica recibió un sinfín de críticas de parte de la prensa y de las reacciones del público, Bombo Fica de una manera tranquila las aceptó.

### Ausencia de artistas chilenos en el Festival
Roberto Márquez, vocalista líder de Illapu, calificó de mezquinos a la organización del Festival y los criticó por la escasez de artistas chilenos en el certamen viñamarino.
A su vez no estuvo exenta de polémicas la presentación del grupo antofagastino debido al horario en que subieron al escenario de la Quinta Vergara a esos de las 03:30 de la madrugada, pero no impidió que se llevarán ambas gaviotas.

### Jurado califica con nota mínima tema folclórico
Un extraño momento protagonizó el cantante y miembro del jurado de Viña 2018 Augusto Schuster en la noche inaugural, luego de que se presentara el grupo boliviano Los Vidaleros en la competencia folclórica, el también actor decidió calificar su presentación con la nota mínima, un 1, perjudicando a los altiplánicos, ya que obtuvieron un promedio de 4.6, mientras que los otros puntajes eran sobre 5.0. Esto provocó la ira tanto del público asistente como de usuarios en redes sociales, quienes ya estaban molestos por el retraso en la actuación de Illapu, al día siguiente Schuster argumentó "fue un error involuntario" indicando que pulsó la teclera fuera de tiempo, por lo que el sistema lo calificó con la mencionada nota.

### Problemas durante presentación de Jenny Cavallo
En la segunda noche, mientras la humorista Jenny Cavallo estaba finalizando su rutina, durante la jornada del 22 de febrero, un suceso similar al que ocurrió el año 2017 con el humorista Rodrigo Villegas desconcertó a Jenny, quien no sabía si las pifias generadas desde la galería eran dirigidas a ella o por otra razón, a lo cual los animadores Rafael Araneda y Carolina de Moras interrumpieron la rutina para tranquilizar a la humorista y explicarle el incidente, esta vez se trató de una mujer de aproximadamente 40 años que sufrió un desmayo, la que recibió los primeros auxilios del personal de la Defensa Civil a los pocos minutos del incidente, la comediante siguió con su rutina por breves minutos finalizando entre aplausos del público.

### Críticas a la transmisión del show de Jamiroquai
Fuertes críticas recibió el director del Festival de Viña, Álex Hernández durante la actuación del grupo Jamiroquai en la tercera noche, por parte de los televidentes debido a las constantes tomas al público asistente, al jurado, a los rostros de Chilevisión y a los personajes de la farándula nacional e internacional de las primeras filas en desmedro del show mismo del conjunto británico en el escenario. Lejos de hacer un mea culpa, Hernández respondió a las críticas argumentando que quería "transmitir las sensaciones de la gente" y que la enseñanza que sacaba es que existe "un público que tiene sensibilidad y que quiere ver más al artista que al público". Por su parte, el animador Rafael Araneda, de acuerdo a lo publicado por Emol, defendió la postura del director con un insólito argumento: "Es primera vez que nos pasa eso que quieren ver al artista más que a la gente".

### Gaviotas regaladas en el Festival
Durante la primera jornada del festival, el humorista Willy Benítez, quien dio el pie al acto de su colega Bombo Fica, recibió la gaviota de plata del artista, quien se la regaló en honor a sus años de trayectoria como actor. Misma situación, se repitió el día sábado cuando el músico Carlos Vives regaló su gaviota de plata a un fanático del pueblo, que según él, representa a toda la fanaticada que asistió a su evento.[cita requerida]

## Audiencia
| Noche                             | Fecha                             | Audiencia | Posición diaria |
| --------------------------------- | --------------------------------- | --------- | --------------- |
| Gala                              | 16 de febrero                     | 27,5      | 1°              |
| 1°                                | 20 de febrero                     | 29,0      | 1°              |
| 2°                                | 21 de febrero                     | 25,4      | 1°              |
| 3°                                | 22 de febrero                     | 25,4      | 1°              |
| 4°                                | 23 de febrero                     | 24,6      | 1°              |
| 5°                                | 24 de febrero                     | 21,3      | 1°              |
| 6°                                | 25 de febrero                     | 24,7      | 1°              |
| Rating promedio (excepto la gala) | Rating promedio (excepto la gala) | 25,1      | 25,1            |